# Vitaliy Kondrut
Vitaliy Kondrut (Dzhankoy, 15 de febrero de 1984) es un ciclista ucraniano.

## Trayectoria
Su trayectoria ha ido siempre ligada a la empresa ISD, una empresa metalúrgica ucraniana. ISD ha sido patrocinador de varios equipos ciclistas a los que iba exigiendo la contratación de varios corredores ucranianos.
Así pues, es profesional desde 2007, cuando debutó con el equipo ucraniano ISD-Sport-Donetsk, predecesor del ISD-Neri para el que también corrió durante dos campañas. En 2011, con la llegada de ISD al Lampre, recaló en las filas del equipo.

## Palmarés
2008
- La Roue Tourangelle
- Tour de Ribas

## Equipos
- ISD-Sport-Donetsk (2007-2008)
- ISD-Neri (2009-2010)
- Lampre-ISD (2011)
- Kolss Cycling Team (2012)